# Championnat d'Israël de football 1955-1956
Navigation
Championnat d'Israël 1954-1955 Championnat d'Israël 1956-1957
Le Championnat d'Israël de football 1955-1956 est la 5e édition de ce championnat.

## Classement[1]
| Rang | Équipe               | Pts | J  | G  | N | P  | Bp | Bc | Diff |
| ---- | -------------------- | --- | -- | -- | - | -- | -- | -- | ---- |
| 1    | Maccabi Tel-Aviv     | 32  | 22 | 13 | 6 | 3  | 47 | 16 | +31  |
| 2    | Hapoël Petah-Tikvah  | 29  | 22 | 12 | 5 | 5  | 54 | 28 | +26  |
| 3    | Hapoël Tel-Aviv      | 29  | 22 | 12 | 5 | 5  | 49 | 29 | +20  |
| 4    | Maccabi Petah-Tikvah | 27  | 22 | 10 | 7 | 5  | 47 | 34 | +13  |
| 5    | Maccabi Haïfa        | 25  | 22 | 11 | 3 | 8  | 51 | 29 | +22  |
| 6    | Hapoël Haïfa         | 22  | 22 | 9  | 4 | 9  | 32 | 39 | -7   |
| 7    | Beitar Tel-Aviv      | 20  | 22 | 10 | 0 | 12 | 42 | 44 | -2   |
| 8    | Maccabi Netanya      | 20  | 22 | 9  | 2 | 11 | 31 | 44 | -13  |
| 9    | Hapoël Ramat-Gan     | 18  | 22 | 9  | 0 | 13 | 28 | 42 | -14  |
| 10   | Maccabi Jaffa        | 17  | 22 | 6  | 5 | 11 | 39 | 48 | -9   |
| 11   | Maccabi Rehovot      | 13  | 22 | 6  | 1 | 15 | 25 | 64 | -39  |
| 12   | Hapoël Kfar Sabah    | 12  | 22 | 3  | 6 | 13 | 20 | 48 | -28  |

|  | Champion              |
|  | Barrage de relégation |
|  | Relégué               |

## Barrages de relégation
| 1956 | Maccabi Jaffa (D1) | 1-0 | Hakoah Tel-Aviv (D2) |  |  |
|      |                    |     |                      |  |  |

| 1956 | Hakoah Tel-Aviv (D2) | 1-3 | Maccabi Jaffa (D1) |  |  |
|      |                      |     |                    |  |  |

## Bilan de la saison
| Tableau d'Honneur                |                  |
| Compétition                      | Vainqueur        |
| Championnat d'Israël de football | Maccabi Tel-Aviv |
| Coupe d'Israël de football       | pas de coupe     |

| Promotions et relégations |                                   |
| Relégués en Liga Leumit   | Maccabi Rehovot Hapoël Kfar Sabah |
| Promus en Ligat ha'Al     | Aucun                             |